# Dixa ochrilineata
Dixa ochrilineata är en tvåvingeart som beskrevs av Enrico Adelelmo Brunetti 1911. Dixa ochrilineata ingår i släktet Dixa och familjen u-myggor. Inga underarter finns listade i Catalogue of Life.